# Néo Psychikó
Néo Psychikó (Neo Psychiko) är en ort i Grekland.   Den ligger i prefekturen Nomarchía Athínas och regionen Attika, i den sydöstra delen av landet, 7 km nordost om huvudstaden Aten. Néo Psychikó ligger 195 meter över havet och antalet invånare är 10 137.
Terrängen runt Néo Psychikó är kuperad österut, men västerut är den platt.Runt Néo Psychikó är det tätbefolkat, med 257 invånare per kvadratkilometer. Närmaste större samhälle är Aten, 6,6 km sydväst om Néo Psychikó. 